# María de la O
María de la O est une chanson composée par Manuel Quiroga, avec des paroles de Salvador Valverde et Rafael de León, sortie en 1933.

## Développement
La copla a une construction thématique riche, avec quatre épisodes contrastés, différents et très développés : introduction orchestrale, premier couplet, deuxième couplet et refrain.
María de la O est écrite par ses auteurs pour Estrellita Castro. Elle enregistre deux versions, celle du label discographique Montilla en 1957, accompagnée par l'Orquesta Montilla dirigé par le Maestro Quiroga, et celle de Belter en 1960. C'est la chanteuse andalouse qui la crée et qui la popularise, mais elle est enregistrée pour la première fois en 1935 par la chanteuse cubaine d'origine espagnole Pilar Arcos. Le premier enregistrement de cette zambra par Pilar Arcos est publié par La Voix de son maître ; elle deviendra le premier grand succès de Maestro Quiroga ; la chanteuse était accompagnée par le Crazy Boys Orchestra, dirigé par Maestro Pascual Godes ; elle est rééditée par Producciones El delirio en 1999. En 1941, Pilar Arcos l'enregistre à nouveau avec le même orchestre. La version plus flamenco de Paco el Americano, datant également de 1935, sera également précoce,.
Plus tard, la chanson est également chantée par des artistes tels que Marifé de Triana, Carmen Amaya, Manuel Vallejo (avec des paroles modifiées), Antonio Mairena dans María de la O (1936), Concha Piquer, Lola Flores dans María de la O (1958), Marifé de Triana (1961, avec sa voix, elle est très populaire dans les années 1960). Plus tard, elle est recréée par Conchita Bautista, Carlos Cano, Martirio, Cristina del Valle, María Vidal, Isabel Pantoja, Niña Pastori, Diego el Cigala, Paco de Lucía (guitare) et Diana Navarro, entre autres.